# Philippe Boisse
Philippe Alain Boisse (Neuilly-sur-Seine, 18 de marzo de 1955) es un deportista francés que compitió en esgrima, especialista en la modalidad de espada.
Participó en tres Juegos Olímpicos de Verano entre los años 1976 y 1984, obteniendo tres medallas, oro en Moscú 1980 y oro y plata en Los Ángeles 1984. Ganó cuatro medallas en el Campeonato Mundial de Esgrima entre los años 1982 y 1987.

## Palmarés internacional
| Juegos Olímpicos   | Juegos Olímpicos             | Juegos Olímpicos  | Juegos Olímpicos   |
| Año                | Lugar                        | Medalla           | Prueba             |
| ------------------ | ---------------------------- | ----------------- | ------------------ |
| 1980               | Moscú (URSS)                 | Medalla de oro    | Espada por equipos |
| 1984               | Los Ángeles (Estados Unidos) | Medalla de oro    | Espada individual  |
| 1984               | Los Ángeles (Estados Unidos) | Medalla de plata  | Espada por equipos |
| Campeonato Mundial |                              |                   |                    |
| Año                | Lugar                        | Medalla           | Prueba             |
| 1982               | Roma (Italia)                | Medalla de oro    | Espada por equipos |
| 1983               | Viena (Austria)              | Medalla de oro    | Espada por equipos |
| 1985               | Barcelona (España)           | Medalla de oro    | Espada individual  |
| 1987               | Lausana (Suiza)              | Medalla de bronce | Espada por equipos |